# Victor Marie d'Estrées
Pour les articles homonymes, voir Maréchal d'Estrées et Estrées.
Victor Marie d'Estrées, comte puis duc d'Estrées (1723), comte de Cœuvres et seigneur de Tourpes, né à Paris le 30 novembre 1660 et mort à Paris le 27 décembre 1737, est un militaire français des XVIIe et XVIIIe siècles. Fils du maréchal Jean II d'Estrées, il débute dans l'infanterie avant d'intégrer la Marine royale dans laquelle il combat pendant la guerre de Hollande. La paix revenue, il prend part à des opérations en Méditerranée contre les barbaresques sous les ordres du « Grand Duquesne ». Il sert sous Tourville au début de la guerre de la Ligue d'Augsbourg, avant de revenir dans l'armée de terre. Il est au cap Béveziers, en 1690, il bombarde la côte espagnole l'année suivante et participe à la bataille de Lagos en 1693
Au début de la guerre de Succession d'Espagne, il est chargé de conduire Philippe V à Naples pour qu'il s'y fasse reconnaître comme roi des Deux-Siciles. Le succès de cette mission lui vaut en août 1703 la grandesse d'Espagne et le titre espagnol de duc de Doudeauville. Il est élevé à la dignité de maréchal de France en janvier 1703. Désigné comme mentor du comte de Toulouse, il participe à la bataille de Velez-Malaga, ce qui lui vaut d'être fait chevalier de la Toison d'or et « général des mers d'Espagne ». En 1705, il tente de maintenir le siège de Barcelone mais doit céder. À la mort de son père, il devient vice-amiral du Ponant, gouverneur de Nantes et du pays nantais, lieutenant général de Bretagne et vice-roi de la Nouvelle-France

## Biographie

### Origines et débuts
Victor Marie d'Estrées descend de la Maison d'Estrées, une famille noble qui a donné au royaume de France un grand nombre d'officiers généraux. Son grand-père François-Annibal d'Estrées (1573 – 1670) est maréchal de France. Il descend par sa grand-mère maternelle, Marie de Béthune (1602-1628) de la Maison de Béthune, une des plus anciennes et illustres maisons de France et d'Europe.
Son père Jean II d'Estrées (1624-1707), est lui aussi maréchal de France et vice-amiral du Ponant. Ce dernier épouse Marguerite Marie Morin (morte en 1714) en 1658. De cette union naissent :
- Victor Marie d'Estrées ;
- Marie Anne Catherine d'Estrées (1663-1741) ;
- Jean III d'Estrées (1666-1718), homme d'église et ambassadeur.

### Carrière militaire

#### Débuts pendant la guerre de Hollande
Victor Marie d'Estrées commence sa carrière dans l'infanterie au sein du régiment de Picardie, en 1676, il fait campagne en Flandre en 1677. Seignelay le fait ensuite passer dans la Marine royale et il participe avec son père à la guerre de Hollande (1672-1678). Il prend part à la bataille de Tobago (3 mars 1677) aux Antilles comme commandant de vaisseau avant d'être chargé d'opérations en Méditerranée.
En 1682-1683, il participe aux bombardements d'Alger sous les ordres de Duquesne, en 1684 au siège de Luxembourg et reçoit la survivance de la charge de vice-amiral à la mort de son père. Au printemps 1688, il prend part au combat de Tourville contre l'amiral espagnol Don Papachino.

#### Guerre de la Ligue d'Augsbourg

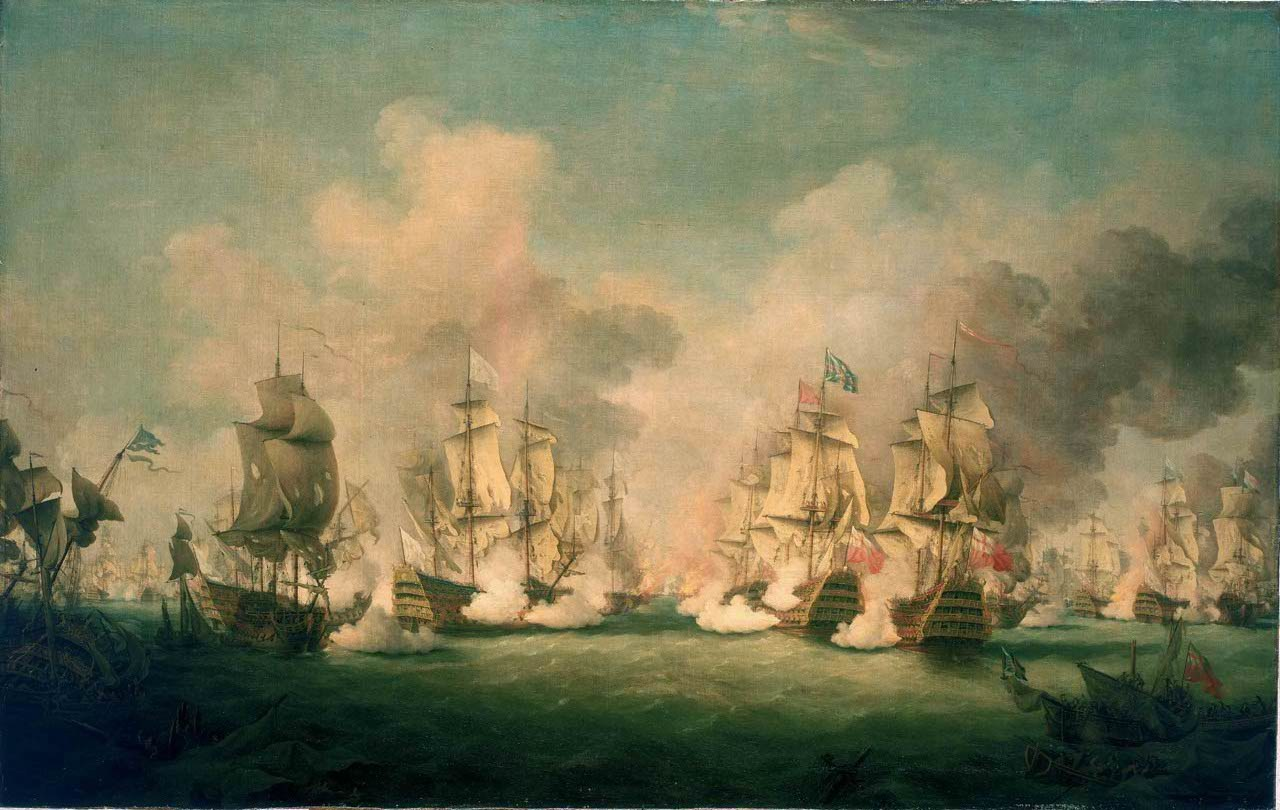
Bataille de Barfleur par Richard Paton.

Au début de la guerre de la Ligue d'Augsbourg, il s'engage comme volontaire dans l'armée de terre et il est blessé pendant le Siège de Philippsburg en 1688. Il retourne alors dans la Royale. En 1690, il commande le vaisseau Le Grand et l'arrière-garde à la bataille du cap Béveziers, composée de vingt navires.
Il s'y distingue ainsi qu'au débarquement de Teignmouth où il détruit un certain nombre de navires anglais. Chargé par Louis XIV de la flotte du Levant, il commande ensuite à nouveau en Méditerranée où, en mars 1691, sous les ordres du maréchal de Catinat, il participe à la prise de la ville et du comté de Nice, bombarda Oneglia, passe sur les côtes d'Espagne, puis au bombardement de Barcelone et d'Alicante en juillet 1691[réf. incomplète]. Lors de la campagne de 1692, il devait, avec l'escadre de Méditerranée, rejoindre Tourville à Brest mais il est retardé par le mauvais temps et n'arrive qu'après le combat de Barfleur. En mai 1693, il coopère au siège de Roses (ca) puis rallie Tourville au cap Saint-Vincent et l'aida à s'emparer à Lagos du convoi anglo-hollandais venant de Smyrne. En 1697, il contribue au blocus et à la prise de Barcelone.
En 1698, il épouse Lucie Félicité de Noailles (née en 1683), fille du maréchal-duc Anne Jules de Noailles et de la duchesse, née Marie-Françoise de Bournonville. Ils n'ont pas d'enfants.

#### Guerre de Succession d'Espagne
Au début de la guerre de Succession d'Espagne, il est chargé de conduire Philippe V à Naples en avril 1702 pour qu'il s'y fasse reconnaître comme roi des Deux-Siciles. Il rallie Cadix où il commande un moment une imposante flotte franco-espagnole. Le succès de cette mission lui vaut la grandesse d'Espagne.
En 1703, il est nommé maréchal de France, d'abord sous le nom de maréchal de Cœuvres, puis sous celui de maréchal d'Estrées à la mort de Jean II d'Estrées en 1707. Il ne devient duc d'Estrées et pair de France qu'en 1723. Il est fait chevalier de l'ordre du Saint-Esprit en 1705.

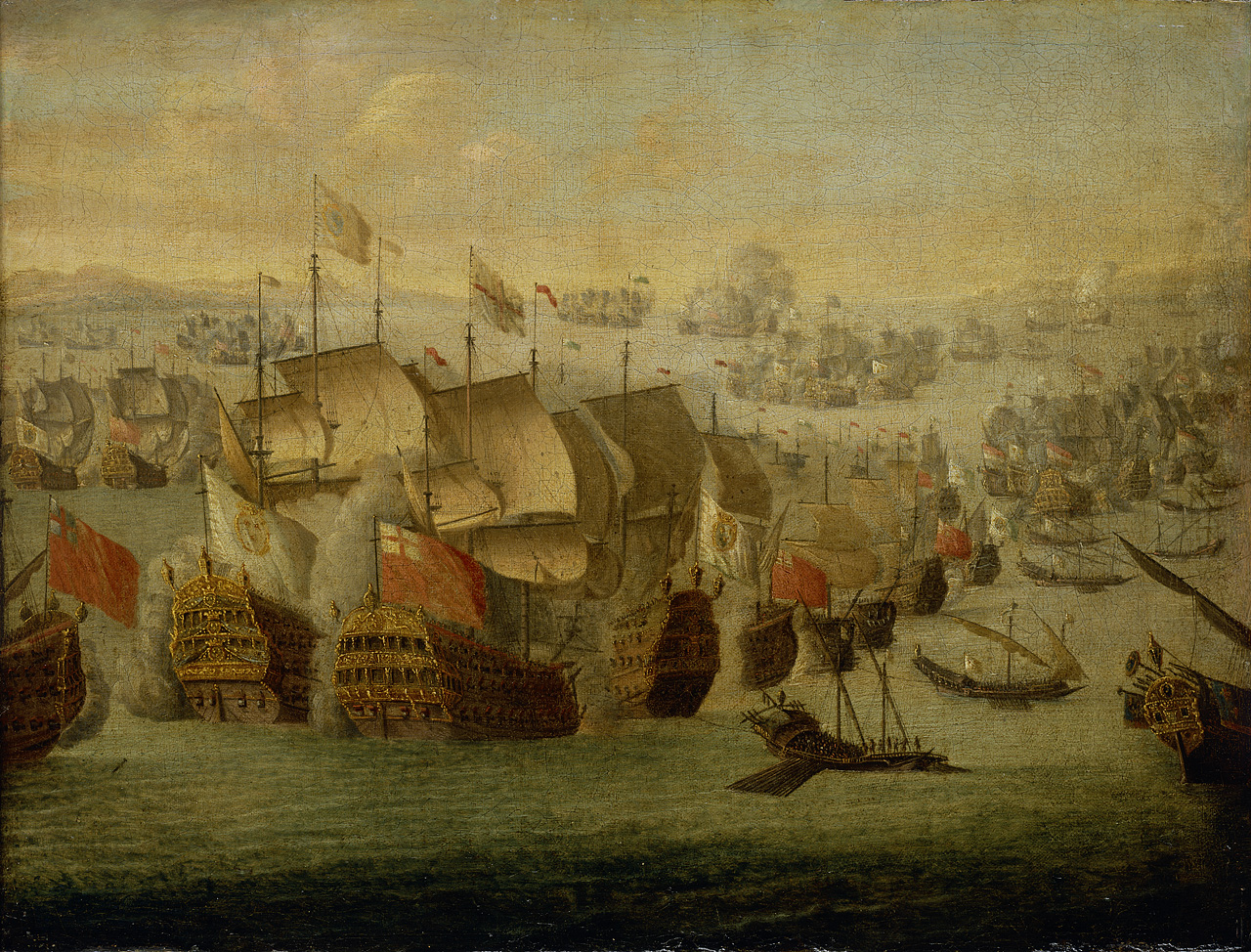
Bataille de Vélez-Malaga, 24 août 1704

En 1704, Victor Marie d'Estrées est désigné comme mentor du comte de Toulouse, amiral de France. Il participe à la bataille de Velez-Malaga (24 août 1704), ce qui lui vaut d'être fait chevalier de la Toison d'or et le titre de « général des mers d'Espagne ». L'année suivante, il tenta d'assurer le siège de Barcelone mais doit s'éloigner devant une escadre anglaise. Sous la Régence, il devient président du Conseil de marine (septembre 1715) puis membre du conseil de Régence, alors que son frère Jean d'Estrées entre au Conseil des affaires étrangères. Ils sont tous deux membres du clan des Noailles, alliés politiques du Régent . Il est nommé ministre d'État en 1727. Mais les fonctions de gouvernement ne lui réussissent guère. Son esprit est confus et il s'avère incapable d'expliquer simplement une affaire en conseil.

### Charges ultérieures et honneurs
À la mort de son père, il devient vice-amiral du Ponant, gouverneur de Nantes et pays nantais, lieutenant général de Bretagne et vice-roi de la Nouvelle-France. Louis XV lui donne en toute propriété l'île de Sainte-Lucie, dans les Antilles. Il est également codirecteur de la Compagnie des Indes, fonction qui lui permet d'amasser une très grande fortune grâce au système de Law.
Il consacre sa fortune à acquérir d'importantes collections d'objets d'art et de livres, qu'il accumule dans son hôtel, rue de l'Université (Hôtel de Noailles) et dans son château de Nanteuil-le-Haudouin. Il possède également le château de Bagatelle, dans le Bois de Boulogne. Il a la réputation d'acheter sans bien savoir quoi, et d'entasser les objets sans les regarder ni les ranger ; selon Saint-Simon, ses « cinquante-deux mille livres toute sa vie restèrent en ballots ».
En 1717, à l'occasion de son voyage à Paris, le tsar Pierre le Grand vient lui rendre visite. Il est élu membre de l'Académie des sciences en août 1707, de l'Académie française en mars 1715 et de l'Académie des inscriptions et belles-lettres en 1726.
En 1731, il se démet de sa charge de vice-amiral et se retire jusqu'à sa mort, survenue à Paris, le 27 décembre 1737. Au début de l'année 1738, son corps fut transporté dans l'église du couvent des Feuillants de Soissons, sépulture de la famille d'Estrées, auprès de dix huit tombeaux de ses ancêtres.

## Armoiries
| Figure | Nom du prince et blasonnement |
|        | Armes de Victor Marie d'Estrées (1660-1737), comte d'Estrées, puis duc d'Estrées et pair de France, comte de Cœuvres et seigneur de Tourpes, Maréchal de France et Vice-amiral de France, chevalier du Saint-Esprit (reçu le 2 février 1705) Ecartelé : 1 et 4, d'Estrées ; 2 et 3, de La Cauchie. |